# Arturowo (Litwa)
Arturowo (lit. Arturiškis) − wieś na Litwie, w rejonie wileńskim, 8 km na zachód od Bujwidzów, zamieszkana przez 2 ludzi. Przed II wojną światową w Polsce, w powiecie wileńsko-trockim województwa wileńskiego.